# タボ・ムンゴメニ
タボ・ムンゴメニ（Thabo Mngomeni、1969年6月24日 - ）は、南アフリカの元サッカー選手。元南アフリカ代表。ポジションはミッドフィールダー。

## 来歴
1998年に南アフリカ代表デビュー。アフリカネイションズカップ2000、アフリカネイションズカップ2002にも出場した。また、出場機会は無かったが2002 FIFAワールドカップのメンバーにも選ばれた。南アフリカ代表で38試合に出場、6得点をあげた。

## 代表歴

### 出場大会
- 南アフリカ代表
  - 2002 FIFAワールドカップ

### 試合数
- 国際Aマッチ 38試合 6得点（1998年-2002年）[1]

| 南アフリカ代表 | 国際Aマッチ | 国際Aマッチ |
| 年             | 出場        | 得点        |
| -------------- | ----------- | ----------- |
| 1998           | 2           | 0           |
| 1999           | 12          | 1           |
| 2000           | 14          | 3           |
| 2001           | 1           | 0           |
| 2002           | 9           | 2           |
| 通算           | 38          | 6           |